# Vologès I d'Armènia
Vologès I d'Armènia (llatí Vologeses, armeni Valarsh, persa part Valagash) fou un rei arsàcida d' Armènia que va regnar de vers el 116 a aproximadament el 138.

## Biografia
Vologès era el fill de Sanatruk I (o Sanastrocès) i doncs un príncep que no era el fill gran del seu pare dins la família arsàcida. El seu pare Sanatruk era probablement el mateix que el rei Sanatruk I o Sanadrug o Sanatrocès que hi hauria regnat sobre Armènia vers el 75 a 100.
Vologès, amb el suport dels Parts, va agafar vers el 116 la direcció de la revolta dels armenis contra Roma que l'any 114, sota l'emperador Trajà, havia transformat Armènia en província romana.
Quan Hadrià, el successor de Trajà va concloure un acord amb els Parts, fixant les fronteres dels dos imperis en l'Eufrates el que implicava l'abandonament de les tres províncies creades pel seu predecessor (Armènia, Assíria i Mésopotàmia), Vologès fou definitivament reconegut per Roma com a rei vassall d'Armènia i de Sofene vers el 118.
En la historiografia armènia tradicional, Vologès I va deixar la reputació d'un gran constructor. Seria el fundador prop de Artàxata a Dyrarat d'una nova capital, Valarshapat (fundada per Valarsh). Seria igualment a l'origen de Valarshavan al Basean (la Fasiane clàssica), i se suposa que fou també el creador de Valarshakert (Vologesocerta) al Bagrevand.
S'ignoren les relacions mantingudes pel rei d'Armènia amb els dos sobirans contemporanis, Osroes I i Vologès III, que en aquesta època es disputaven l'Imperi part. Tampoc es coneix l'actitud de Vologès I cap als romans que havia combatut abans d'acceptar la seva tutela.
Vers el 136, Vologès va enviar una ambaixada a Roma per queixar-se de la inacció còmplice del rei Pharsman II d'Ibèria envers els alans que multiplicaven les seves devastacions al sud del Caucas, a Armènia i la Mèdia, i fins i tot a Capadòcia. Vologès va haver d'acceptar el pagament d'un tribut per obtenir la retiratada dels invasors.
El regnat de Vologès d'Armènia va acabar poc temps després de l'adveniment de l'emperador Antoní Pius l'any 138.

## Posteritat
Cyril Toumanoff li atribueix una filla anomenada Ghadana, esposa del rei Pharsman II d'Ibèria i regent pel compte del seu net.
Més recentment, un descobriment épigrafic del segle ii evoca «la reina Drakontis filla del rei Vologeses d'Armènia esposa del rei d'Ibèria Amazaspos (Hamazasp II d'Ibèria)».